# Cryphia postochrea
Cryphia postochrea är en fjärilsart som beskrevs av George Francis Hampson 1893. Cryphia postochrea ingår i släktet Cryphia och familjen nattflyn. Inga underarter finns listade i Catalogue of Life.